# Blood Money (album de Tom Waits)
Pour les articles homonymes, voir Blood Money.
Albums de Tom Waits
Mule Variations
(1999) Alice
(2002)
Blood Money est un album de Tom Waits sorti le 7 mai 2002.

## Historique
Le titre The Part You Throw Away est présent sur l'album Punishing Kiss de Ute Lemper, paru deux ans avant la sortie de Blood Money

## Liste des titres
Tous les titres sont de Tom Waits et Kathleen Brennan.
1. Misery Is the River of the World - 4:25
2. Everything Goes to Hell - 3:45
3. Coney Island Baby - 4:02
4. All the World Is Green - 4:36
5. God's Away on Business - 2:59
6. Another Man's Vine - 2:28
7. Knife Chase (morceau instrumental) - 2:26
8. Lullaby - 2:09
9. Starving in the Belly of a Whale - 3:41
10. The Part You Throw Away - 4:22
11. Woe - 1:20
12. Calliope - 1:59
13. A Good Man Is Hard to Find[2],[3] - 3:57

## Musiciens
- Tom Waits - Chant, Piano, Guitare acoustique, Calliope, Chamberlin, Electric Guitar, Toy piano, Pump Organ, Pod
- Ara Anderson - trompette
- Myles Boisen - guitare
- Andrew Borger - Marimba
- Matt Brubeck - violoncelle, Basse
- Bent Clausen - Grosse caisse, Pod, Marimba
- Stewart Copeland[4] - Drum kit, Log Drums[4]
- Joe Gore - Guitare électrique
- Dawn Harms - Violon, violon à pavillon
- Charlie Musselwhite - Harmonica[4]
- Nick Phelps - Trompette, Baby Tuba
- Dan Plonsey - Clarinette
- Bebe Risenfors - Clarinette basse, Accordéon, Saxophone, Clarinette
- Gino Robair - Bongo drum, Floor Toms, timbales, gong, cloches, Marimba
- Matthew Sperry - Basse
- Colin Stetson - Sax, Clarinette, Clarinette basse, saxophone alto, saxophone ténor, saxophone baryton
- Larry Taylor[4] - Basse, Guitare acoustique, Guitare électrique
- Casey Waits - Batterie